# 上佩什馬
56°58′34″N 60°35′40″E / 56.97611°N 60.59444°E
上佩什馬（俄语：Ве́рхняя Пышма́）是俄羅斯斯維爾德洛夫斯克州南部的一個城市，位於佩什馬河畔，距離州首府葉卡捷琳堡以北1公里。2002年人口58,016人。
1660年建城，1946年設市。